# 2191 Uppsala
2191 Uppsala (1977 PA1) là một tiểu hành tinh vành đai chính được phát hiện ngày 6 tháng 8 năm 1977 bởi C.-I. Lagerkvist ở Uppsala Southern Station, Mount Stromlo.